# Chlorophorus nigerrimus
Chlorophorus nigerrimus är en skalbaggsart som först beskrevs av Louis Alexandre Auguste Chevrolat 1863.  Chlorophorus nigerrimus ingår i släktet Chlorophorus och familjen långhorningar.
Artens utbredningsområde är Filippinerna. Inga underarter finns listade i Catalogue of Life.